# 九州森永乳業
九州森永乳業株式会社（きゅうしゅうもりながにゅうぎょう）は、かつて存在した森永乳業の子会社である。本社及び工場は福岡県筑紫野市に所在していた。2011年10月末をもって、会社は解散した。
2018年現在、九州北部における森永乳業製品は熊本森永乳業（熊本市東区）で製造された物が主に販売されている。

## 沿革
- 1950年5月12日 - 「昭和牛乳」として会社設立[1]
- 1959年 - 森永乳業と業務提携[1]
- 1959年 - 「九州森永乳業」に名称を変更[1]
- 2011年10月末 - 解散[1][2]

## 工場跡地
工場跡地には二日市東コミュニティセンターが建設され、更に筑紫野市役所の新庁舎が建設された。